# Угол пути
Угол пути — угол между осью OXg нормальной системы координат и направлением путевой скорости летательного аппарата.
Определение угла пути является стандартным и приведено в п. 31 ГОСТ 20058-80 Динамика летательных аппаратов в атмосфере. Термины, определения и обозначения. Там же приведены определения нормальной системы координат и путевой скорости.
Стандартное обозначение по ГОСТ 20058-80: Ψ.
Угол пути следует считать положительным, когда ось OXg совмещается с направлением путевой скорости поворотом вокруг оси OYg по часовой стрелке, если смотреть в направлении этой оси.